# Oecleus cuculla
Oecleus cuculla är en insektsart som beskrevs av Kramer 1977. Oecleus cuculla ingår i släktet Oecleus och familjen kilstritar. Inga underarter finns listade i Catalogue of Life.